# Toiano (Sovicille)
Toiano (già Tojano della Montagnola) è una località del comune di Sovicille, nella provincia di Siena.
La località è composta da varie piccole borgate: Toiano, Palazzaccio, Poggiarello di Toiano, Caldana e Valli. Una piccola porzione ricade nel territorio comunale di Siena.

## Storia
Il borgo di Toiano si sviluppò in epoca alto-medievale in un luogo dove è stata documentata la presenza di un antico insediamento etrusco.
Il castello di Tojano fu un avamposto dalla Repubblica di Siena, in posizione strategica contro le incursioni da parte di Firenze, di Pisa e dei comuni ostili della Maremma (Massa Marittima, Grosseto).
Una notizia del 1216 rivela che il responsabile per le imposte di Toiano venne multato per inadempienza dai Senesi.
Nel 1333 il borgo ed il castello furono devastati dall'esercito pisano di Ciupo Scolari. Il diruto castello perse di importanza nei secoli successivi e nelle vicinanze venne edificata un'elegante villa signorile dei De' Vecchi, poi divenuta dei Chigi-Farnese.

## Monumenti e luoghi d'interesse
Il cosiddetto "Palazzaccio" è l'edificio che fu un tempo il castello del borgo di Toiano. Presenta due corpi di fabbrica collegati tra loro da fabbricati minori e da una cinta muraria. Una delle due strutture è costituita da un alto torrione in pietra con basamento a scarpa, di più antica origine. Di fianco si trova la grande corte con porticato, sorretto da un agile pilastro, da cui sale una scala, una volta interrotta da un ponte levatoio. Poco distante è invece situata la grande villa signorile De'Vecchi-Chigi con stemma gentilizio sulla facciata.
Lungo la via principale del borgo è situata una piccola chiesa di gusto neoclassico.
In località Poggiarello di Toiano, sulla strada che dalla borgata di Caldana porta a San Giusto a Balli, si trova invece un altro castello medievale che, nonostante le modifiche nel corso dei secoli, mantiene ancora caratteristiche originarie come un tratto di cinta muraria merlato, i basamenti a scarpa e le finestre ad arco ribassato. Presso questo castello è situata la cappella di Sant'Agostino, edificata nel 1558 e attribuita a Baldassarre Peruzzi.